# Óptica ativa
A óptica ativa refere-se a uma tecnologia, empregada em telescópios refletores, cujo objetivo é corrigir as pequenas deformações causadas no espelho primário pela força da gravidade, efeitos da temperatura e perturbações mecânicas. Não deve ser confundida com a óptica adaptativa, que é usada para diminuir o efeito da turbulência atmosférica na imagem. A óptica ativa trata dos efeitos que emergem do comportamento elástico dos sólidos, enquanto a óptica adaptativa é dependente da física da atmosfera.

## Os limites de um telescópio
Existem três aspectos que determinam o desempenho óptico de um telescópio:
- Difração: o limite físico final é dado pela difração, e a fórmula clássica {\displaystyle d_{a}=2,44\lambda /D} fornece o diâmetro do disco Airy em radianos (onde {\displaystyle \lambda } é o comprimento de onda e {\displaystyle D} é a abertura do telescópio). Por exemplo, para um {\displaystyle \lambda } de 500 nm e uma abertura {\displaystyle D} de 5 m, temos um diâmetro de 0,05 arcsec.
- Turbulência atmosférica: Na prática, para grandes telescópios, o limite da turbulência atmosférica é muito maior que a difração, sendo maior ou igual a 0,5 arcsec, e efetivamente independente da abertura {\displaystyle D}.
- Qualidade do telescópio:  A especificação da óptica tem até agora estabelecido o limite da qualidade de imagem atingida. Para os grandes telescópios construídos desde 1945, essa especificação está em acordo com a melhor condição atmosférica possível, assim tem sido em torno de 0,5 arcsec. Porém, mesmo que o fabricante atinja essa especificação, uma série de fatores técnicos que ocorrem durante o uso, impedem que a maioria dos telescópios atinjam essa especificação na maior parte do tempo. E é esse o problema básico que a óptica ativa tenta resolver (o segundo aspecto, é melhorar a qualidade óptica para além daquela entregue pelo fabricante do espelho).[3]

Diagrama de funcionamento da óptica ativa. Note os atuadores que deformam o espelho primário e ajustam o secundário.

## Princípio de funcionamento

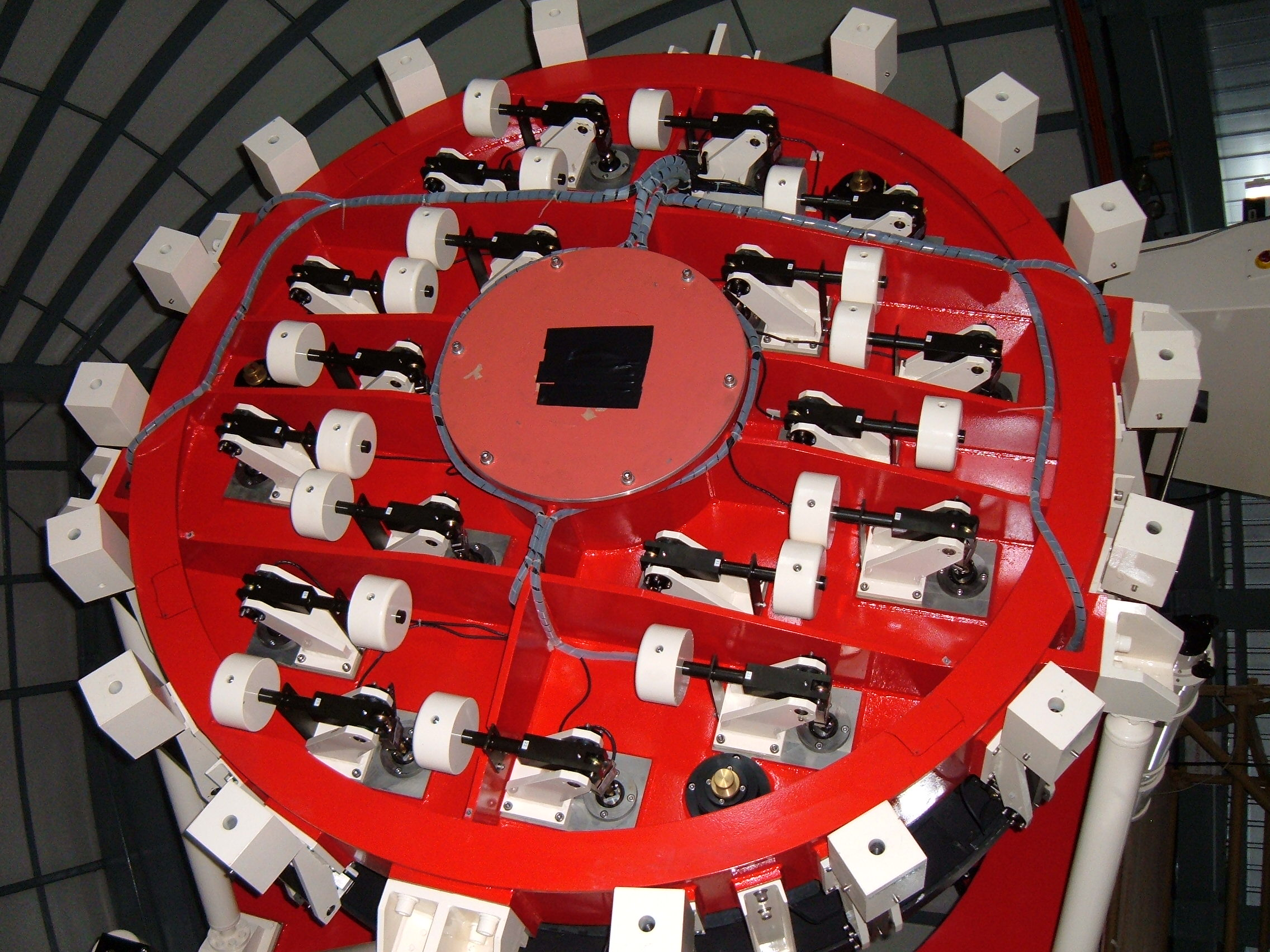
Lado inferior do espelho primário de um telescópio, apresentando os atuadores usados na óptica ativa.

A óptica ativa corrige erros que ocorrem lentamente (com frequências menores que 0,01 Hz). Inicia-se com medidas da frente de onda de um objeto (normalmente uma estrela brilhante que deve estar no campo de visada do telescópio). Essas medidas são feitas, usualmente, por um sensor especial chamado de Shack-Hartmann. Este sensor divide a frente de onda da estrela em várias pequenas aberturas por meio de uma matriz de lentes idênticas. Cada uma das lentes gera uma imagem da estrela guia em um detector de imagem (tipicamente um CCD). Uma análise das posições destas várias imagens comparadas com posições de referência, determina as deformações existentes na frente de onda. Em seguida, um cálculo extrai a informação necessária para acionar atuadores ligados ao espelho primário. Estes atuadores ajustam o espelho de maneira a cancelar o efeito da deformação da frente de onda.
Existem dois tipos de espelhos primários ajustáveis: os espelhos contínuos, que são moderadamente finos (da ordem de 20 cm) e os espelhos segmentados (tipicamente hexagonais). Os espelhos contínuos são deformados pelas forças neles aplicadas, enquanto os segmentados, tem sua posição individual ajustada. Além do espelho primário, o espelho secundário, que é rígido, possui um suporte móvel capaz de controlar as posições lateral e axial estabilizando o foco e o alinhamento.

## Benefícios
O impacto da óptica ativa no projeto dos telescópios é demonstrado pelo fato de que, para telescópios com espelhos de diâmetro de aproximadamente 4 m, o peso do espelho primário pode ser reduzido de 12 toneladas (tipicamente) para 6 toneladas ou menos. Além disso, o fabricante da óptica não precisa se preocupar com a remoção completa dos erros de baixa frequência espacial (que podem ser corrigidos pelo sistema ativo) e pode se concentrar na remoção dos erros não corrigíveis de alta frequência espacial, o que leva a uma redução enorme no custo do polimento.

## Utilização
O primeiro telescópio a usar a óptica ativa foi o NTT (sigla em inglês para New Technology Telescope) de 3,5 m, que entrou em operação em La Silla no Chile em 1989, possuindo 75 atuadores móveis atrás do espelho para controlar a sua forma. A óptica ativa também está no centro do funcionamento do espelho primário segmentado do telescópio Keck em Mauna Kea, Havaí, desde 1992 e também nos quatro espelhos de 8,2 m do telescópio VLT (sigla em inglês para Very Large Telescope) em Paranal.